# Andrzej Bieniasz (muzyk)

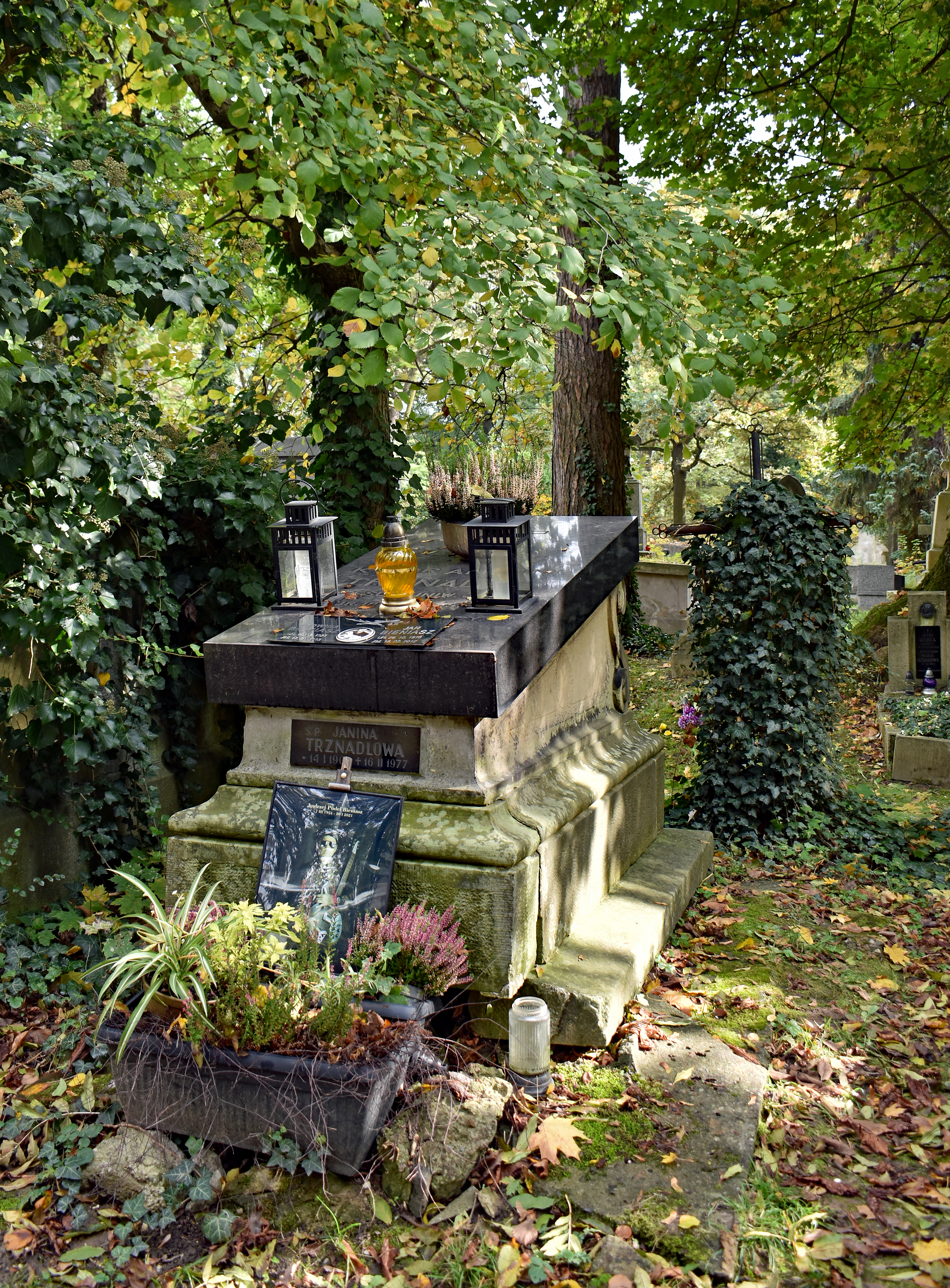
Cmentarz Rakowicki
Grób Andrzeja Bieniasza

Andrzej Wiesław Bieniasz, pseud. Püdel, również Pudel z Gwadelupy i Püdel Düpą (ur. 7 marca 1954 w Krakowie, zm. 20 stycznia 2021 tamże) – polski muzyk, gitarzysta, kompozytor i autor tekstów. Współtwórca zespołów Düpą i Püdelsi.

## Życiorys
Absolwent X Liceum Ogólnokształcącego w Krakowie, w latach 1979–1983 studiował na Wydziale Rehabilitacji Ruchowej Akademii Wychowania Fizycznego w Krakowie.
W 1981 wraz z poetą Piotrem Markiem oraz Andrzejem Potoczkiem założyli zespół Düpą. W 1985, po samobójczej śmierci Piotra Marka, pozostali muzycy utworzyli zespół Püdelsi, dzięki któremu kontynuowali idee formacji Düpą, grać teksty Marka. Zostali laureatem Festiwalu w Jarocinie w 1986, czego rezultatem była możliwość nagrania własnego albumu.
W 1987 znalazł się w obsadzie filmu Śmierć Johna L. w reżyserii Tomasza Zygadły. W 1988 ukazał się debiutancki album zespołu Bela Pupa, który nagrał m.in. z Korą i muzykami zespołu Püdelsi. Wkrótce po nagraniu albumu Bieniasz odszedł z zespołu, opuścił też Kraków, po czym przeprowadził się do Krynicy.
W 1995 powrócił do zespołu Püdelsi, reaktywującego się w 10. rocznicę śmierci Piotra Marka. Nagrali i wydali dwie płyty z tekstami Marka i Düpą: Viribus Unitis (1996) i Narodziny Zbigniewa: Pudelsi grają Dupą. W międzyczasie Bieniasz gościnnie wystąpił na drugiej płycie zespołu Macieja Maleńczuka Homo Twist pt. Homo Twist. W 1999 nagrał z Püdelsami album Psychopop, pierwszą płytę bez tekstów i kompozycji Marka. Po ponownym rozpadzie zespołu Bieniasz postanowił kontynuować działalność Püdelsów i wraz z Franzem Dreadhunterem przygotował materiał na nową płytę pt. Wolność słowa (2003). Album osiągnął status złotej płyty i dotarł do 2. miejsca listy OLiS. W następnych latach wydał album z największymi przebojami Pudelsów pt. Jasna strona – Legendarni Pudelsi 1986–2004, który dotarł do 2. miejsca listy OLiS, a także kolejne trzy albumy studyjne: Zen (2007), Madame Castro (2008) i Rege Kocia Muzyka – The Best of Püdelsi (2013).
Jego piosenki pojawiły się w kilku polskich filmach i serialach. Był członkiem Akademii Fonograficznej Związku Producentów Audio-Video.
Zmarł 20 stycznia 2021 po ciężkiej chorobie, chorował na rzadkiego chłoniaka z komórek płaszcza. Zostal pochowany na cmentarzu Rakowickim.

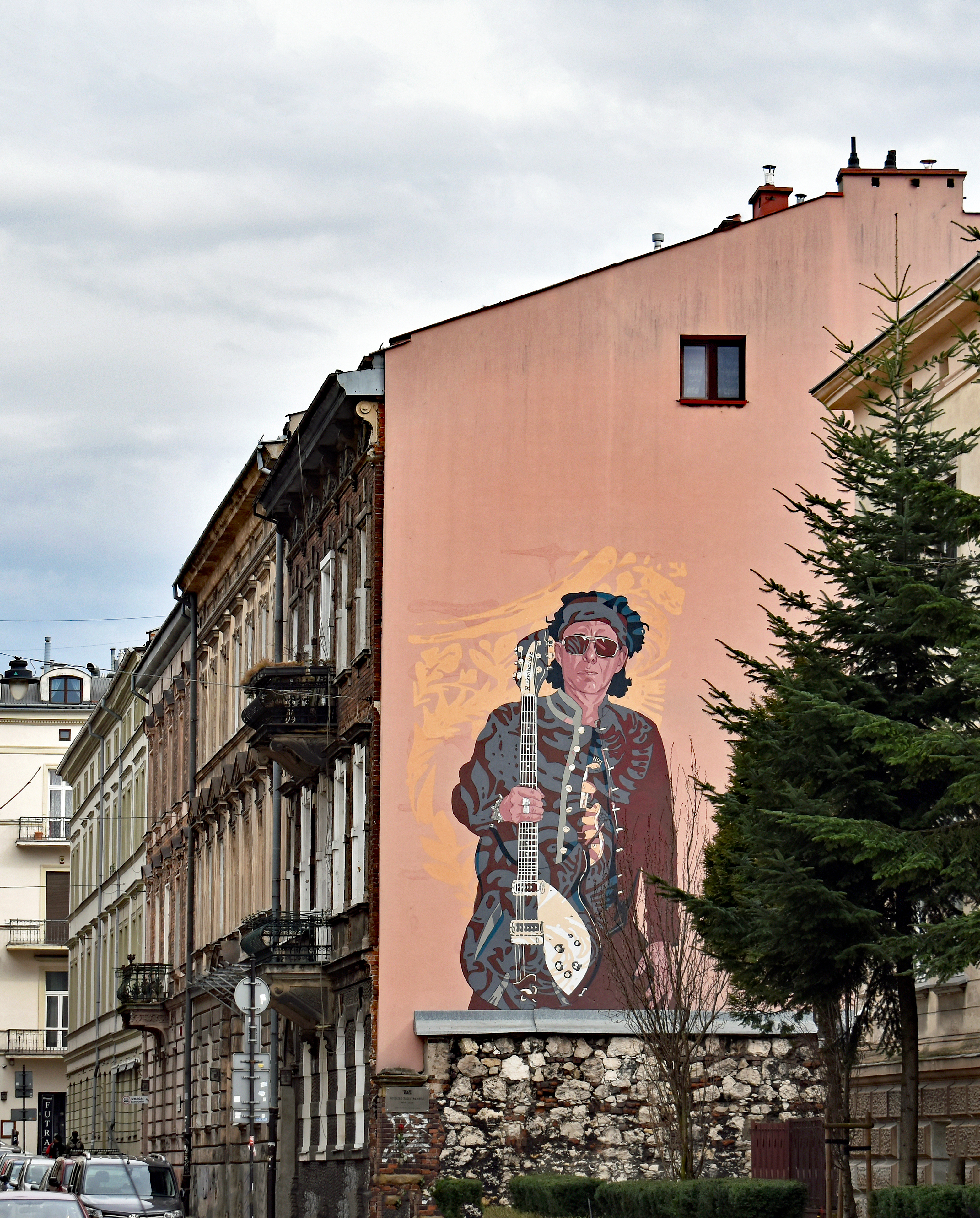
Mural poświęcony Andrzejowi Bieniaszowi Kraków, ul. Koletek 8
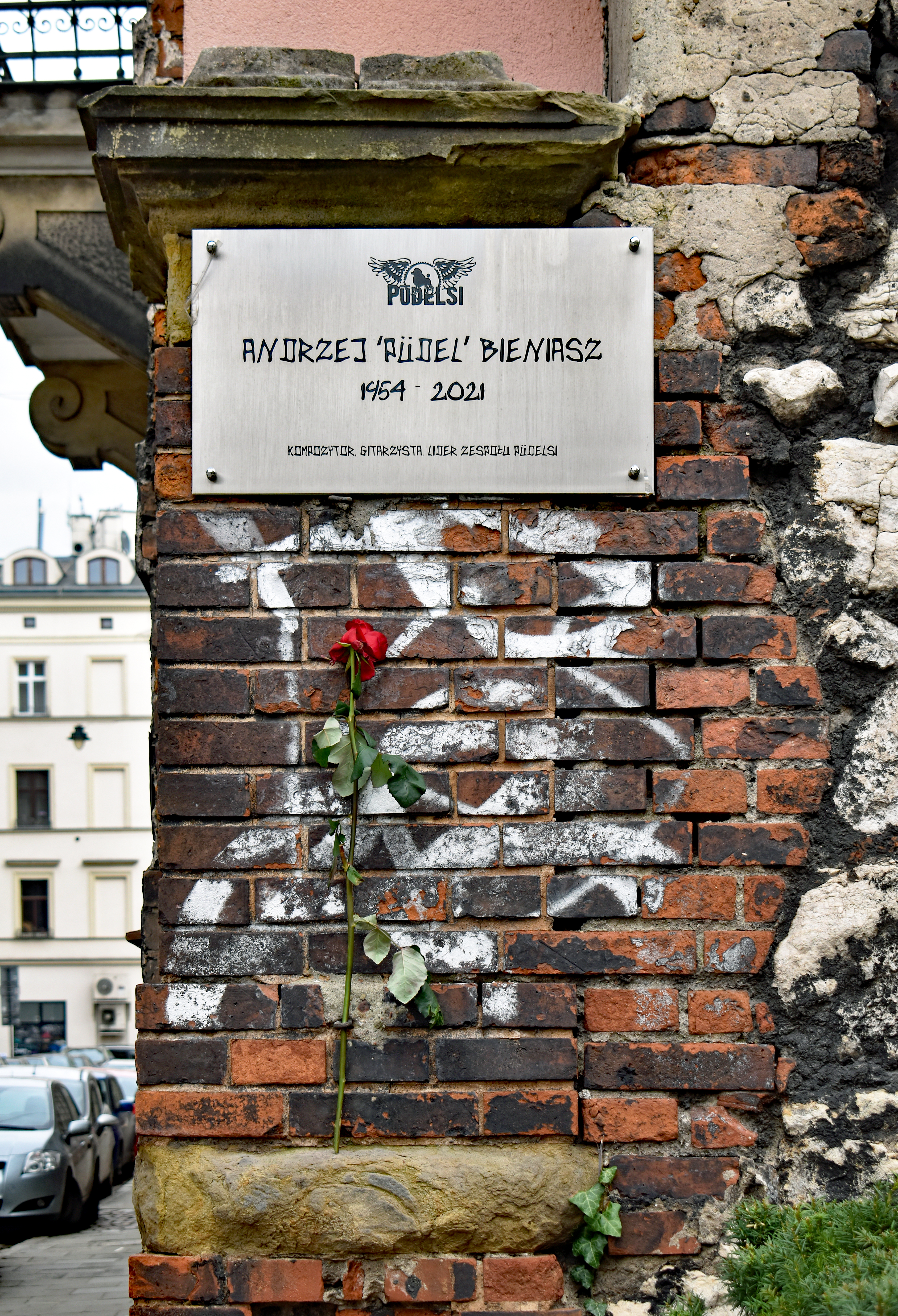
...i tablica pamiątkowa